# 英雄広場
座標: 北緯47度30分54秒 東経19度4分40秒 / 北緯47.51500度 東経19.07778度

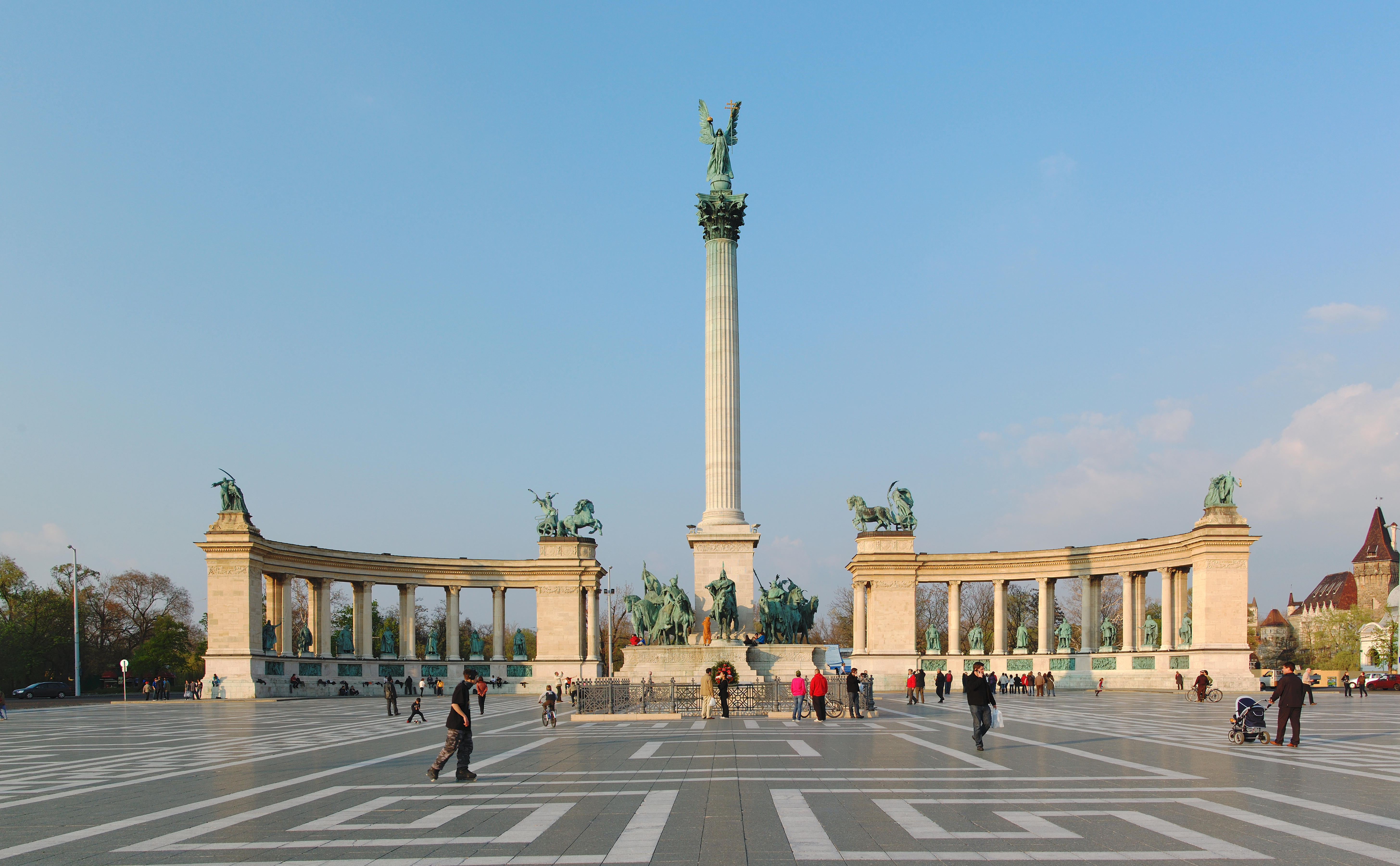
英雄広場

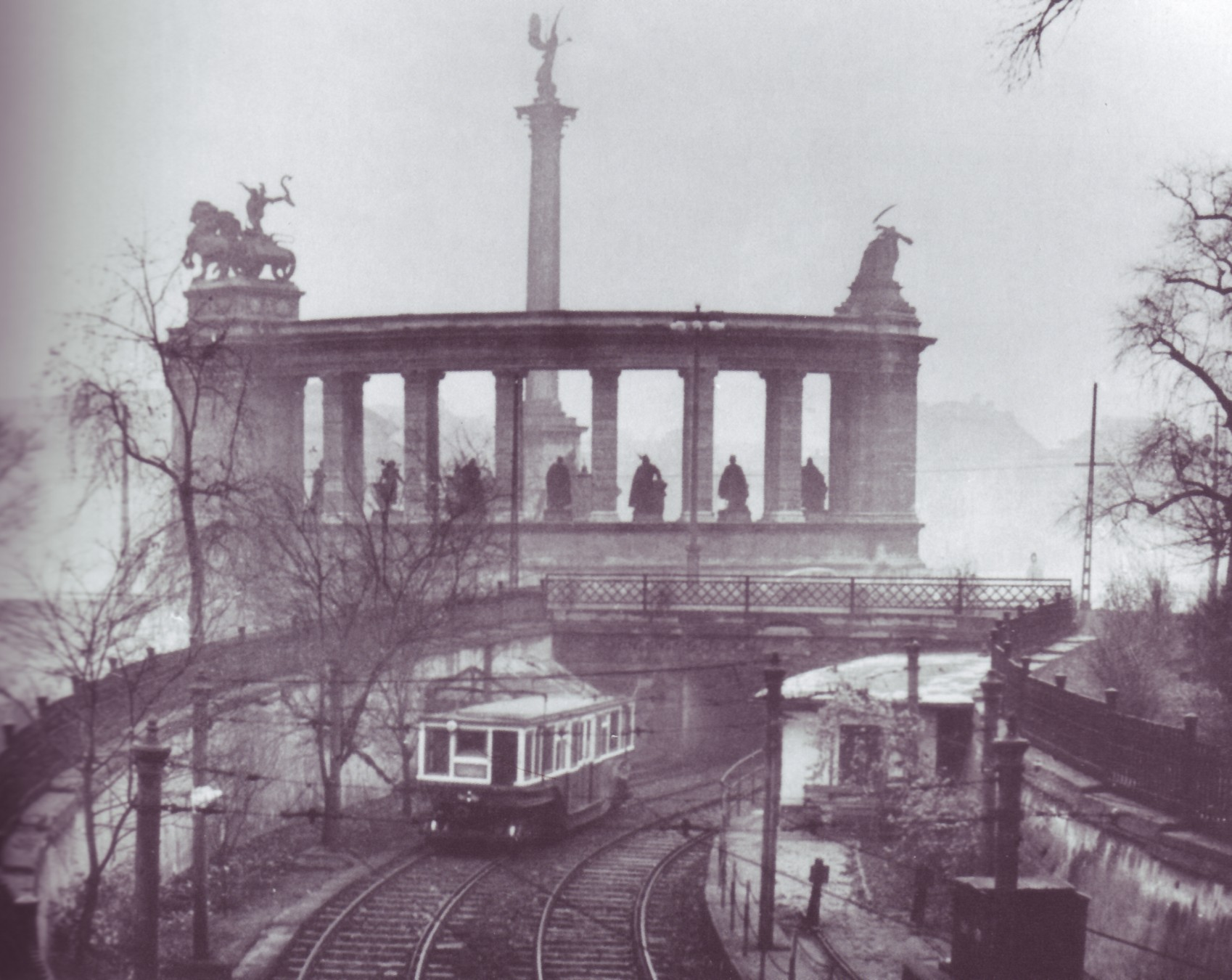
ブダペスト地下鉄1号線のトンネルの出口、後ろに見えるのが英雄広場、1896年

英雄広場（えいゆうひろば、ハンガリー語: Hősök tere）は、ハンガリーのブダペストにある広場。

## 概要
アンドラーシ通りの突き当たりに位置しており、通りを臨むとセルビア大使館が見える。また、ヴァーロシュリゲットの中にあり、広場の左側にはブダペスト西洋美術館が、右側にはブダペスト現代美術館が位置している。また、ブダペストのドナウ河岸とブダ城地区およびアンドラーシ通りの一部として世界遺産に登録されている。
地下にはブダペスト地下鉄1号線の英雄広場駅がある。

## 像

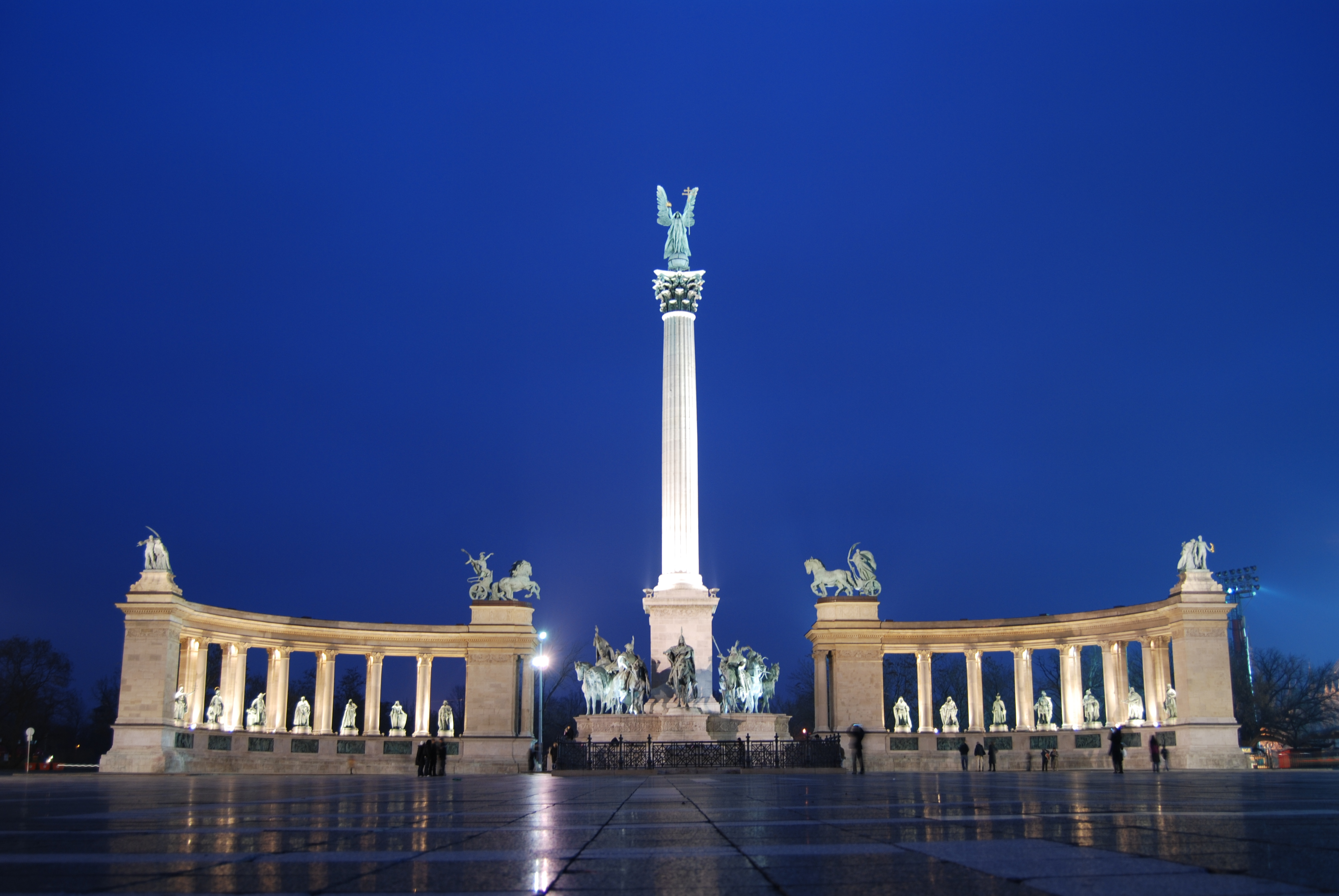
夜の英雄広場
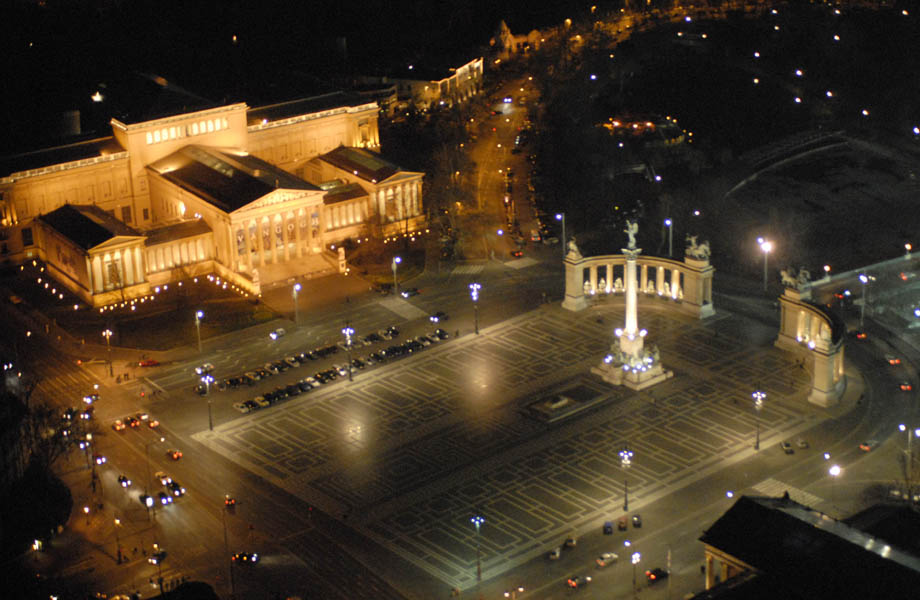
空撮
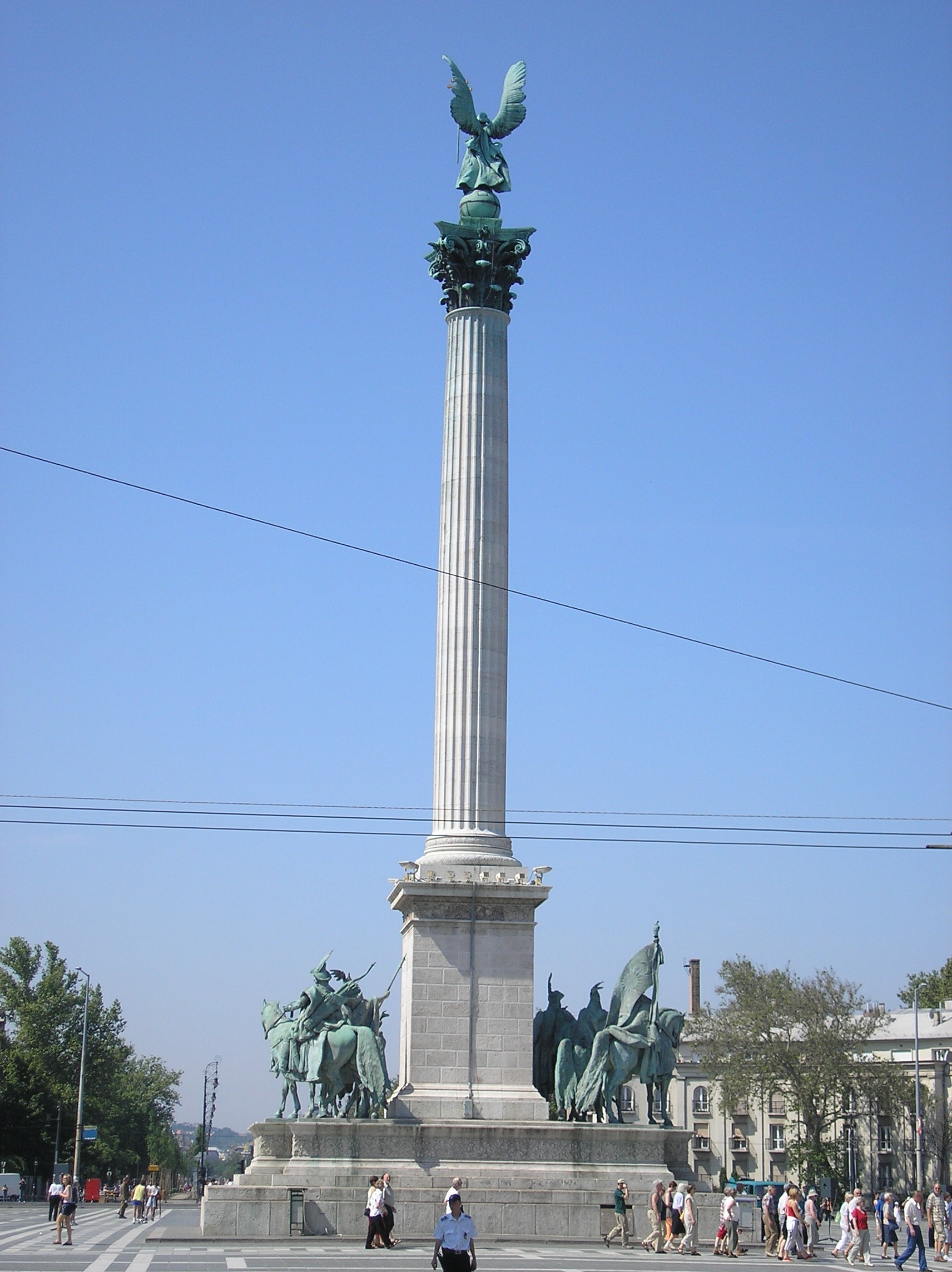
ガブリエルを戴く柱
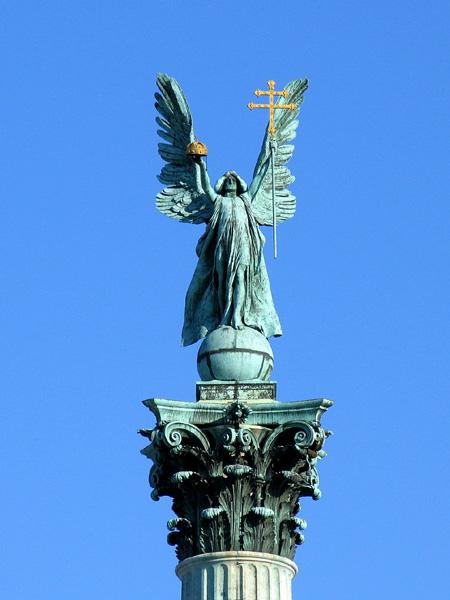
ガブリエルの拡大
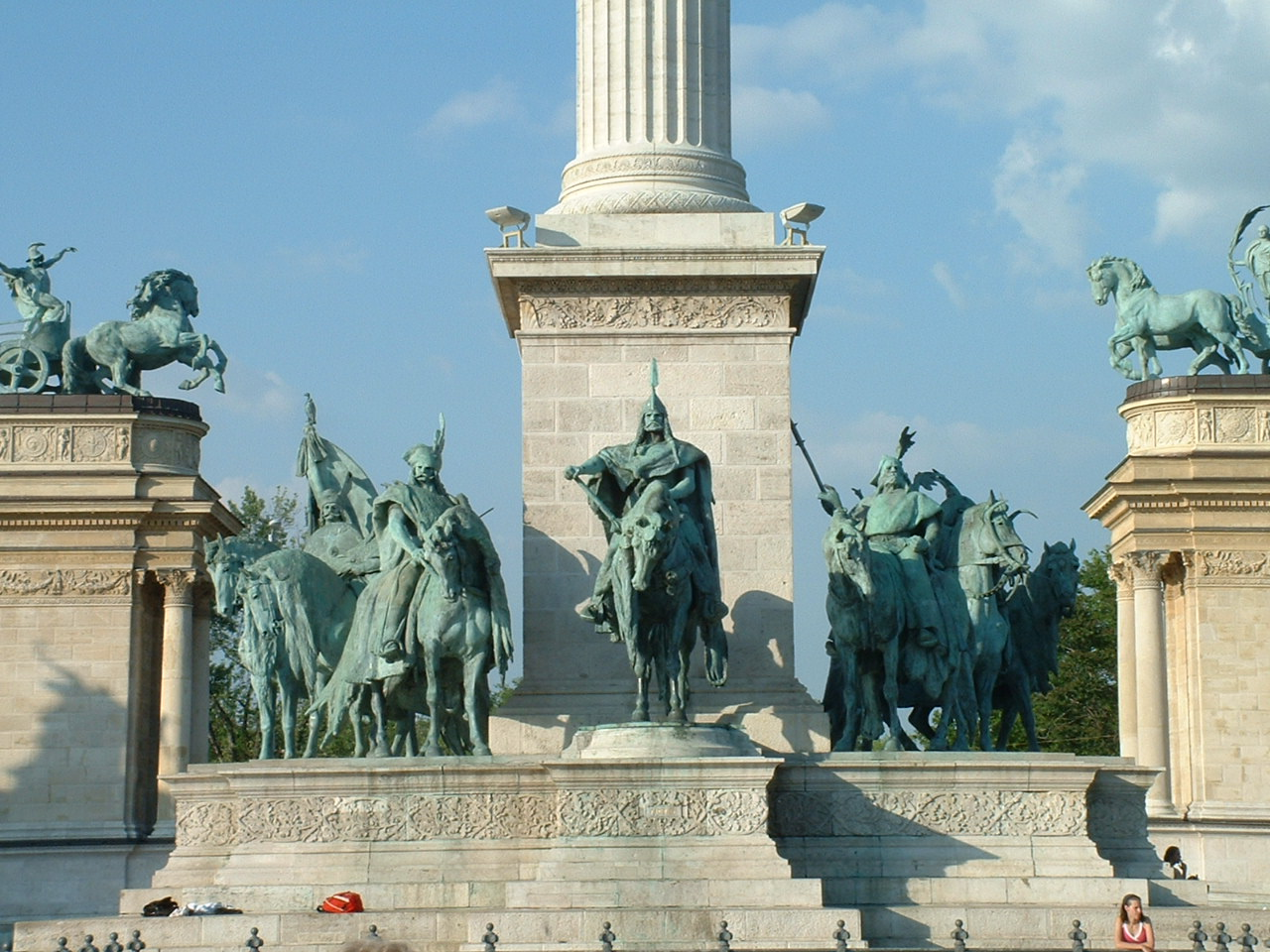
英雄達
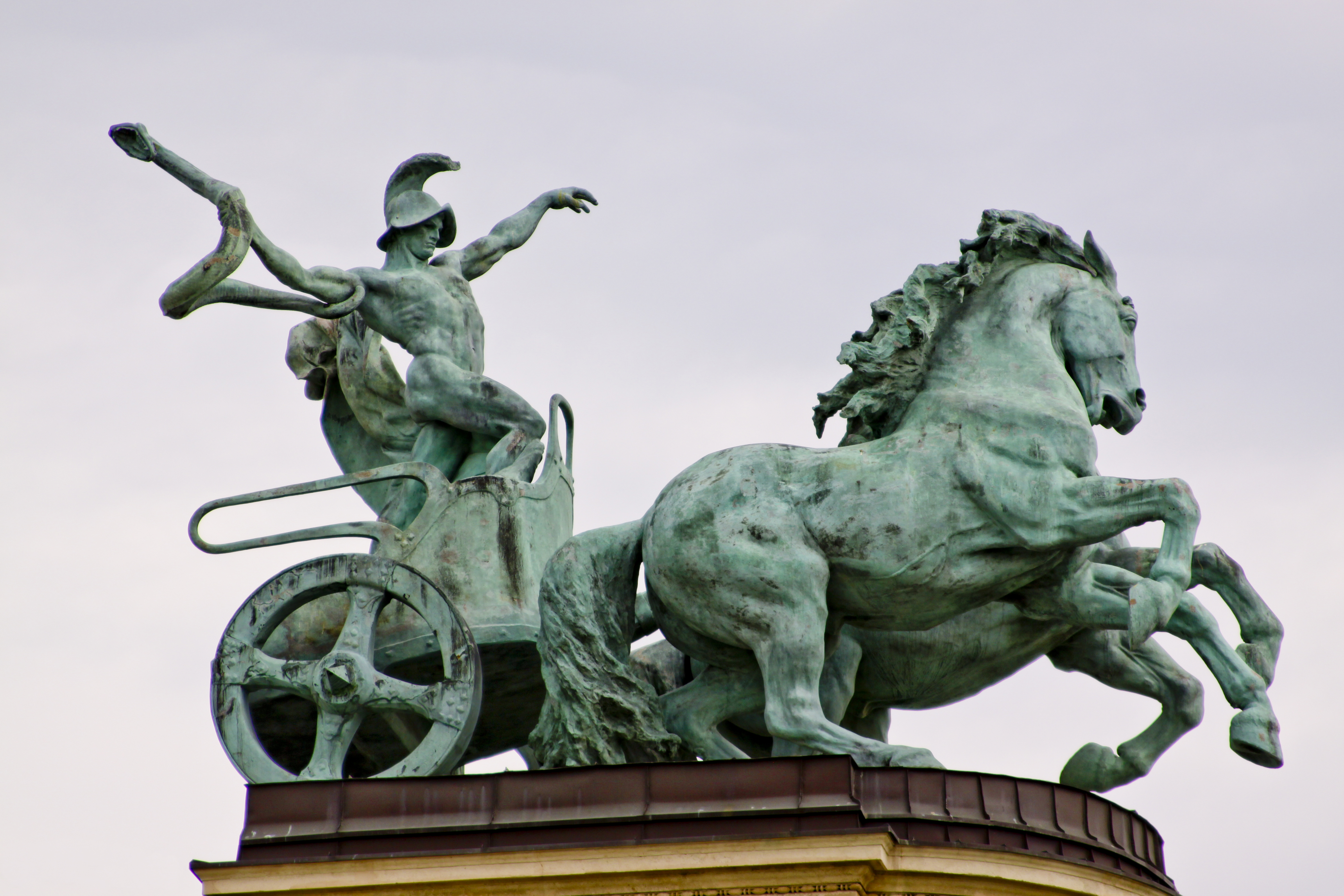
蛇と人、戦争の象徴
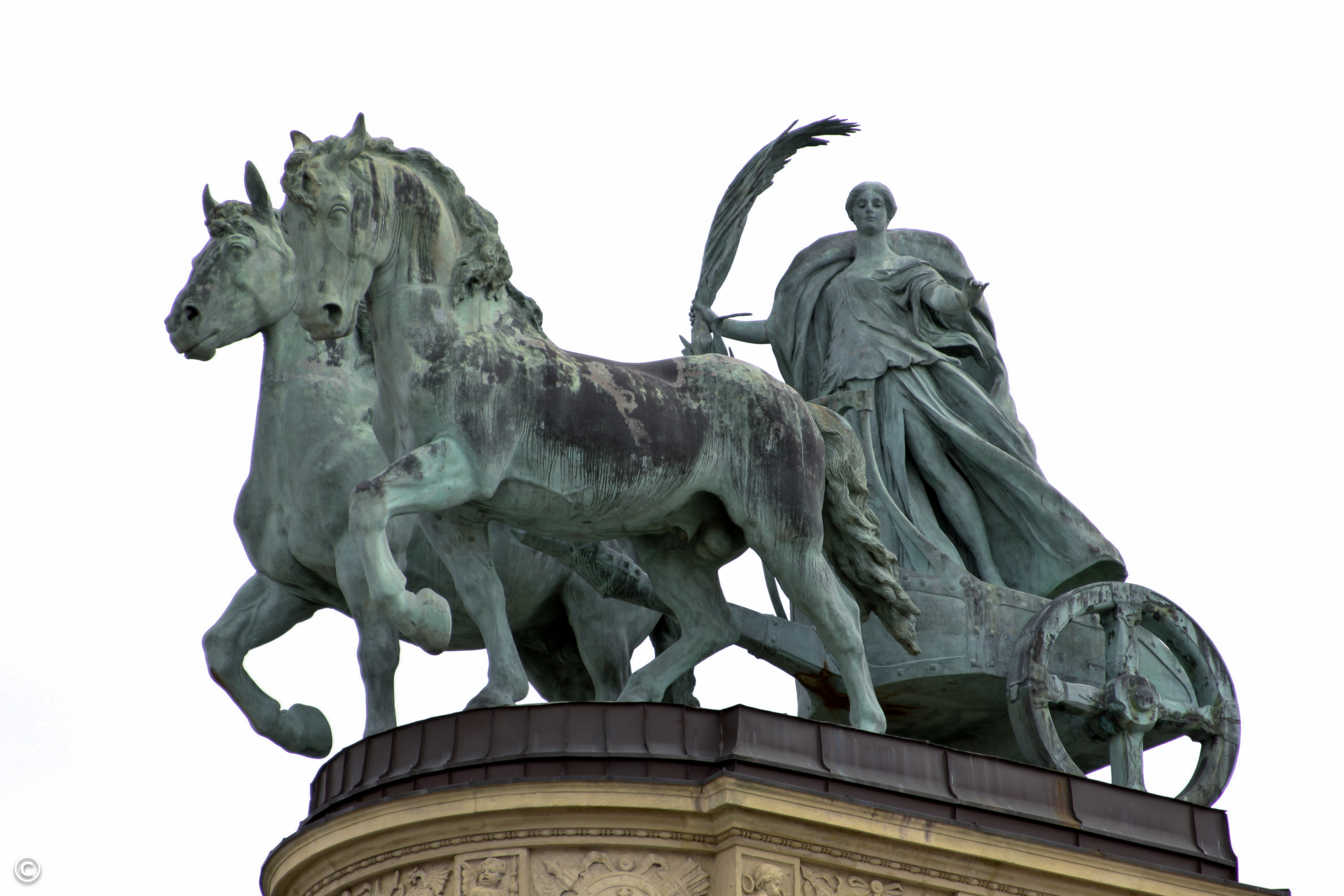
平和の女性像
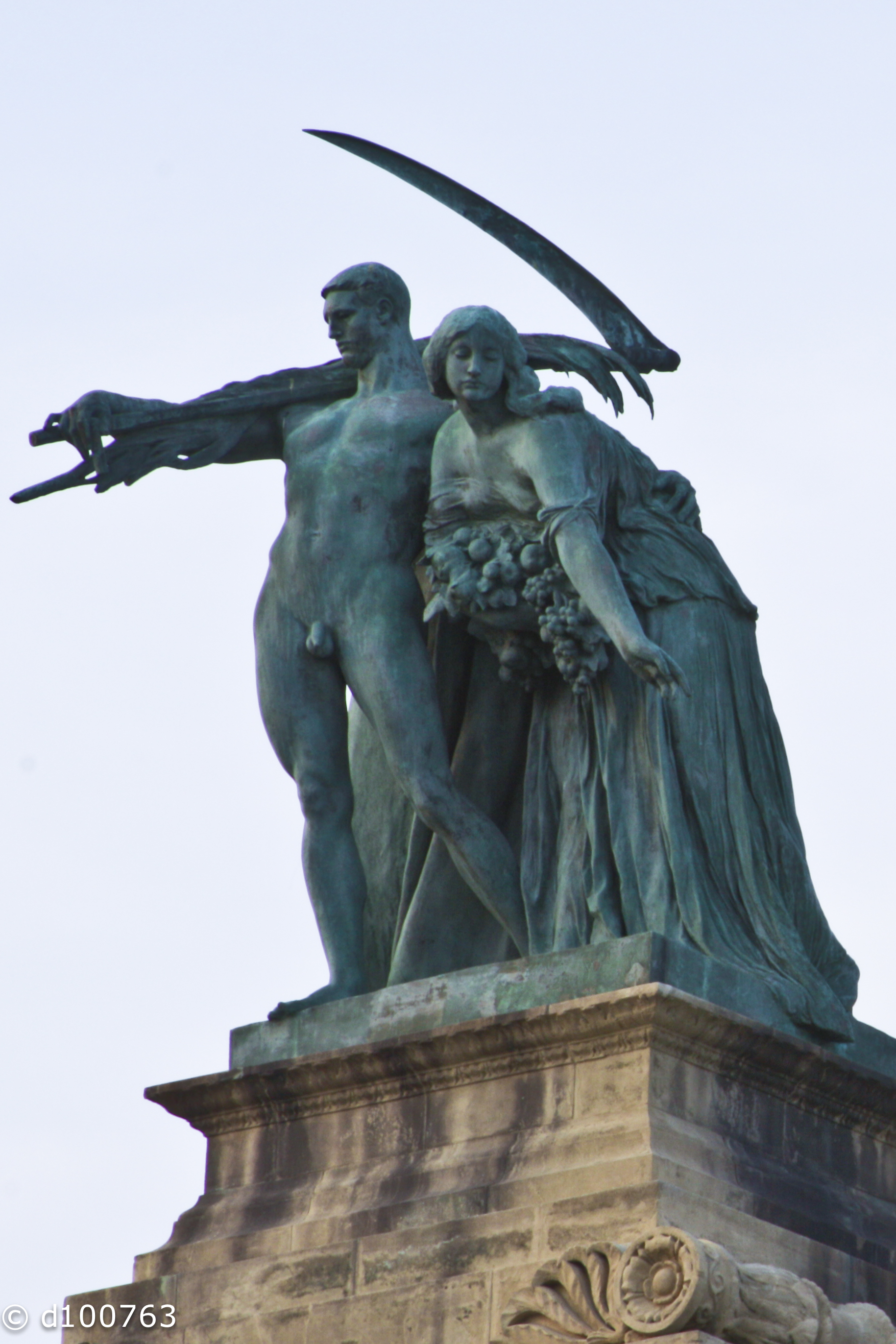
労働と富
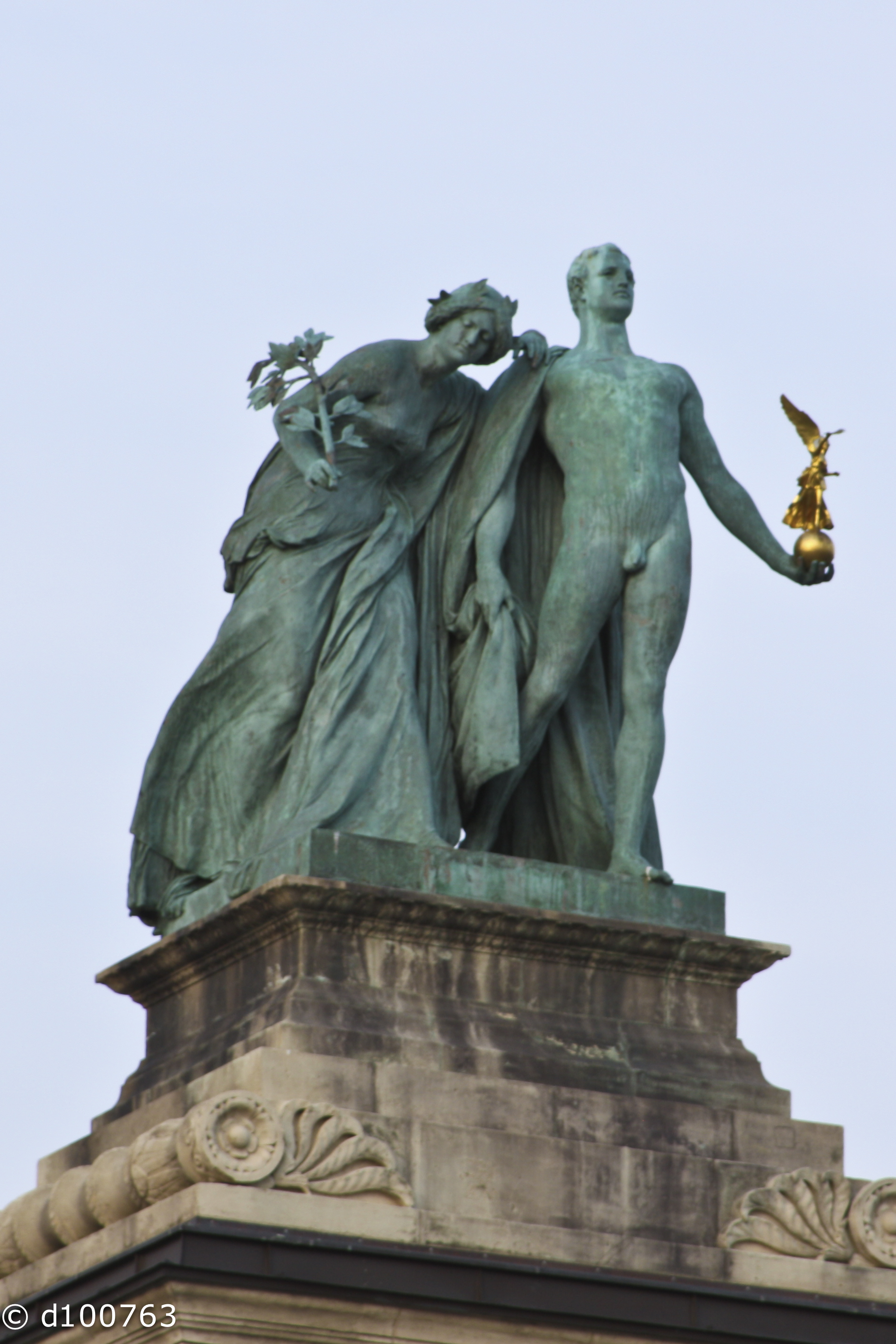
知識と名誉

英雄広場の中央には聖イシュトヴァーンの王冠と大主教十字を握っているガブリエルを戴く柱がある。また、左右七つずつの像の建立場所があり、建設当初、九部族の英雄の像を右から作っていった。当時のハンガリーはオーストリア＝ハンガリー帝国であったので、残りの五つの場所はハプスブルク朝の人々の像が建てられた。しかし、第二次世界大戦で像が被害を受けると、ハプスブルク朝の人々の像は現在の像に取って代られた。以下に像の置かれている人物名を列挙する。

### 左側
- イシュトヴァーン1世
- ラースロー1世
- カールマーン
- アンドラーシュ2世
- ベーラ4世
- カーロイ1世
- ラヨシュ1世

#### かつての像
- 神聖ローマ皇帝フェルディナンド1世
- 神聖ローマ皇帝レオポルド1世
- 神聖ローマ皇帝カール6世
- マリア・テレジア
- フランツ・ヨーゼフ1世

### 右側
- フニャディ・ヤーノシュ
- マーチャーシュ1世
- ボチュカイ・イシュトヴァーン
- ベトレン・ガーボル
- テケリ・イムレ
- ラーコーツィ・フェレンツ2世
- コシュート・ラヨシュ

## 歴史
- 1896年 - 建設開始。
- 1900年 - 完成。
- 1989年6月16日 - ナジ・イムレの再埋葬式に際して、25万人の群衆が集まる。

## 画像

### 像
- 夜の英雄広場
- 空撮
- ガブリエルを戴く柱
- ガブリエルの拡大
- 英雄達
- 蛇と人、戦争の象徴
- 平和の女性像
- 労働と富
- 知識と名誉

### 英雄広場の建物

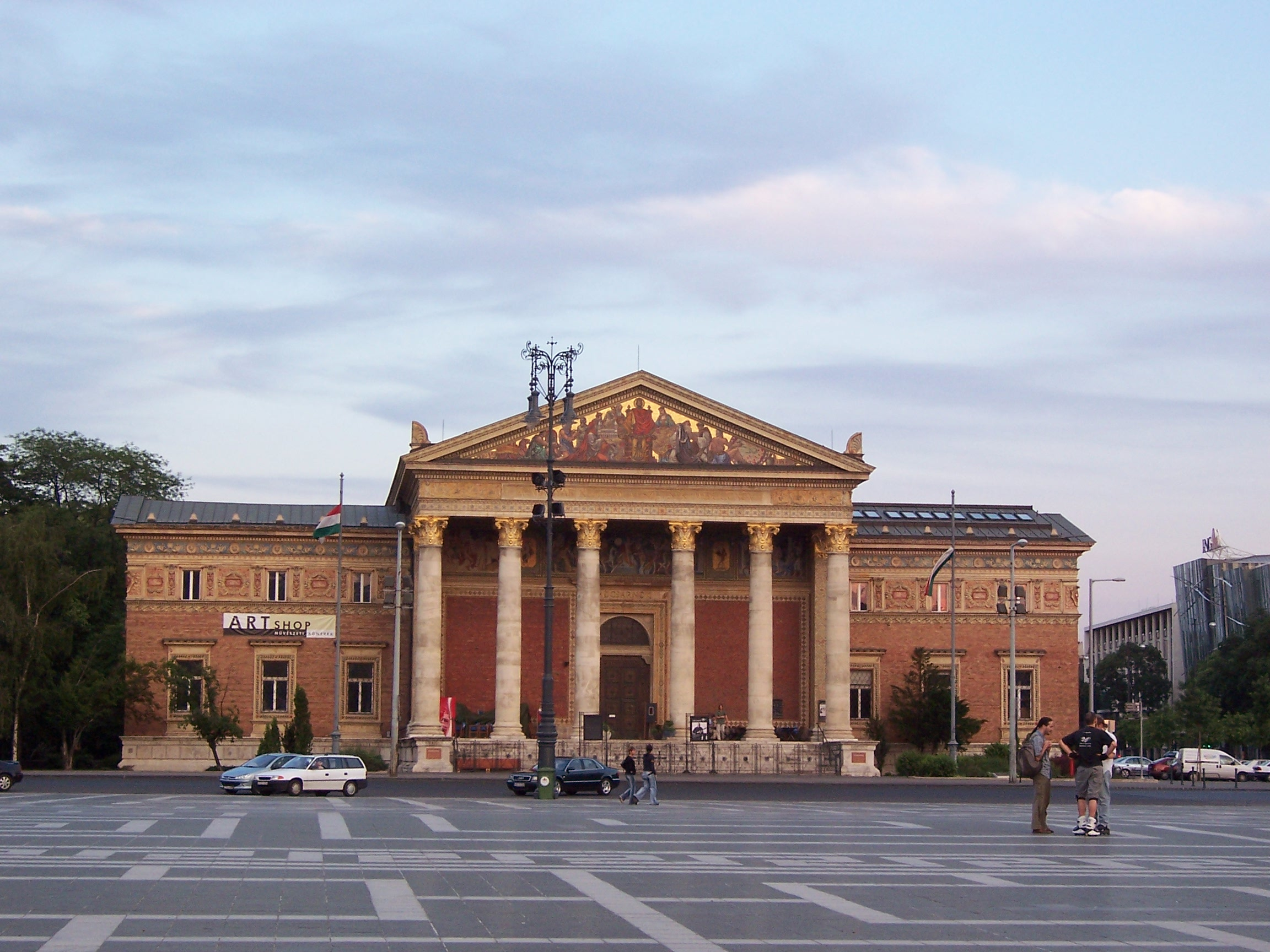
ブダペスト現代美術館
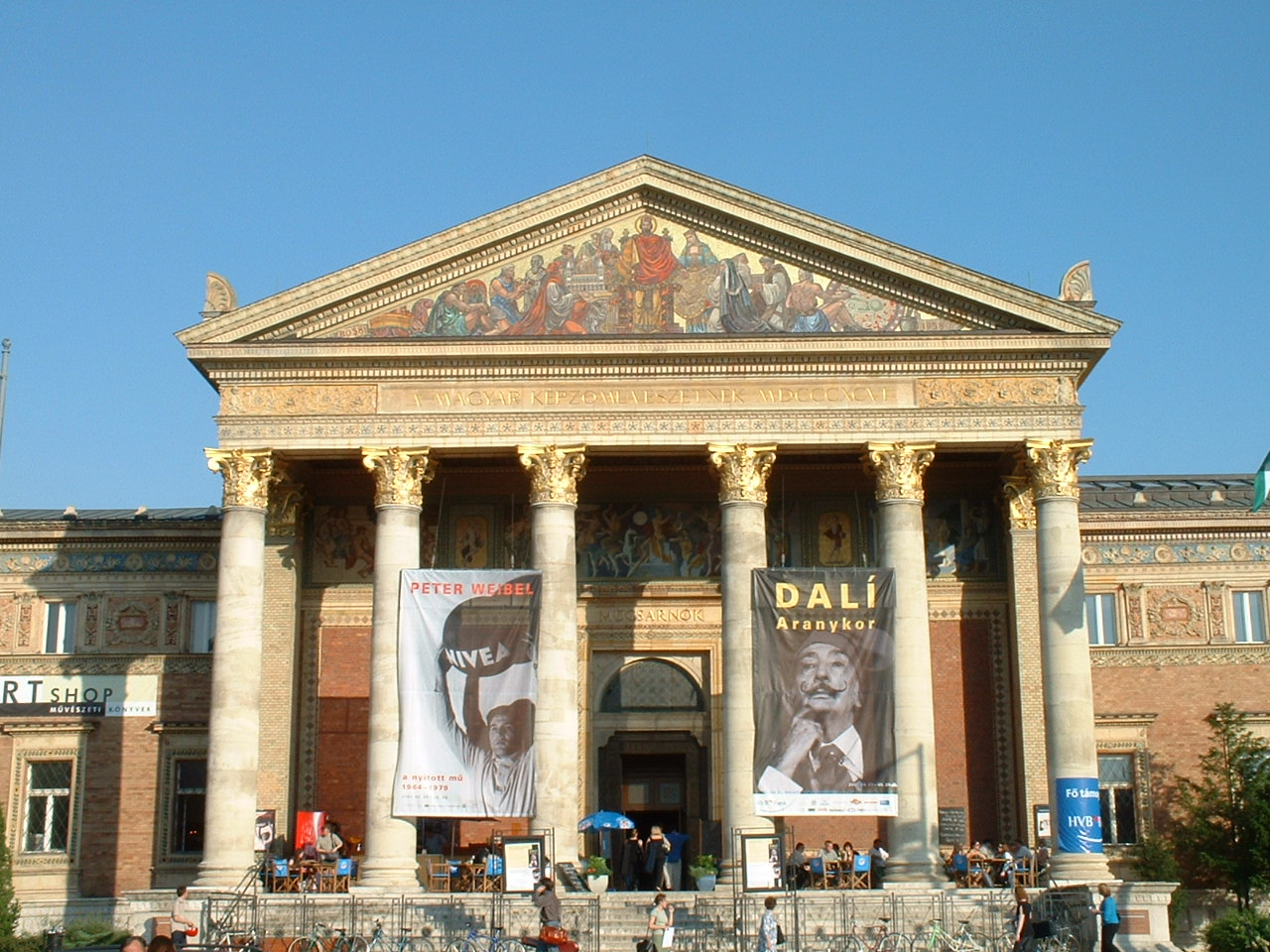
ブダペスト現代美術館中央入口
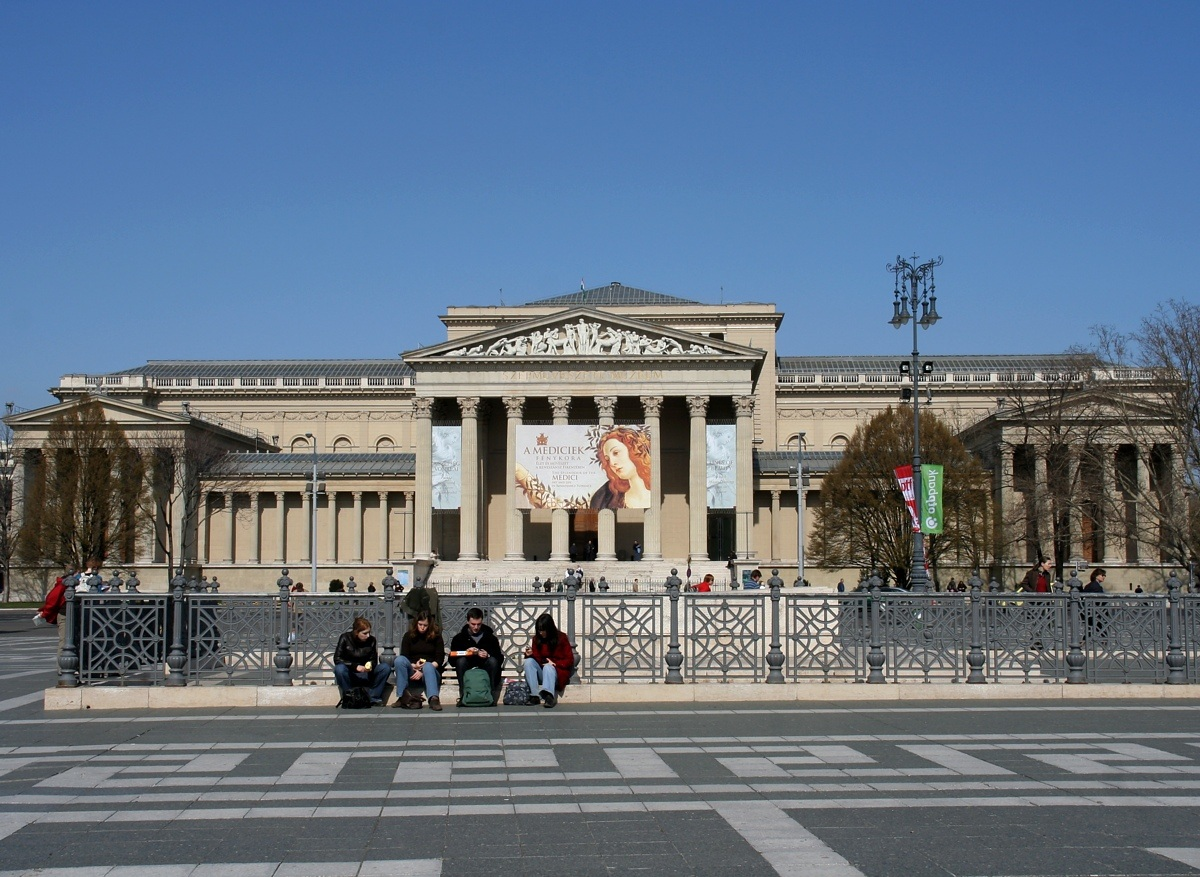
ブダペスト西洋美術館
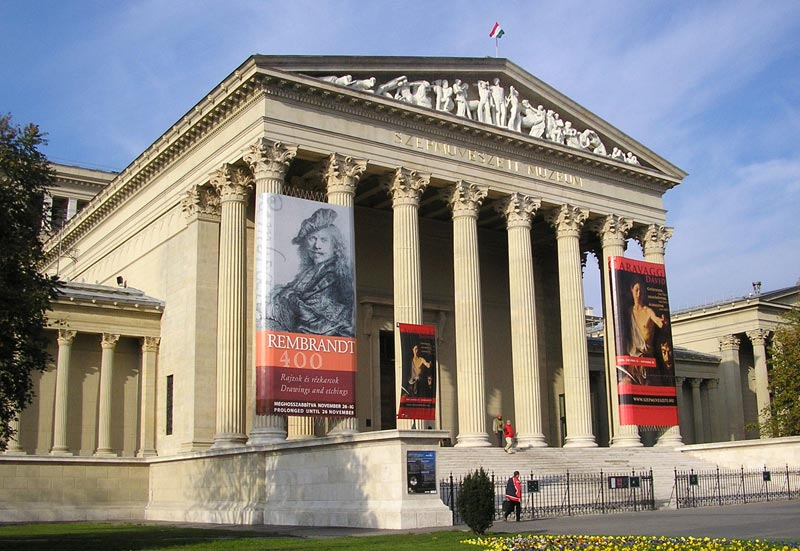
ブダペスト西洋美術館中央入口
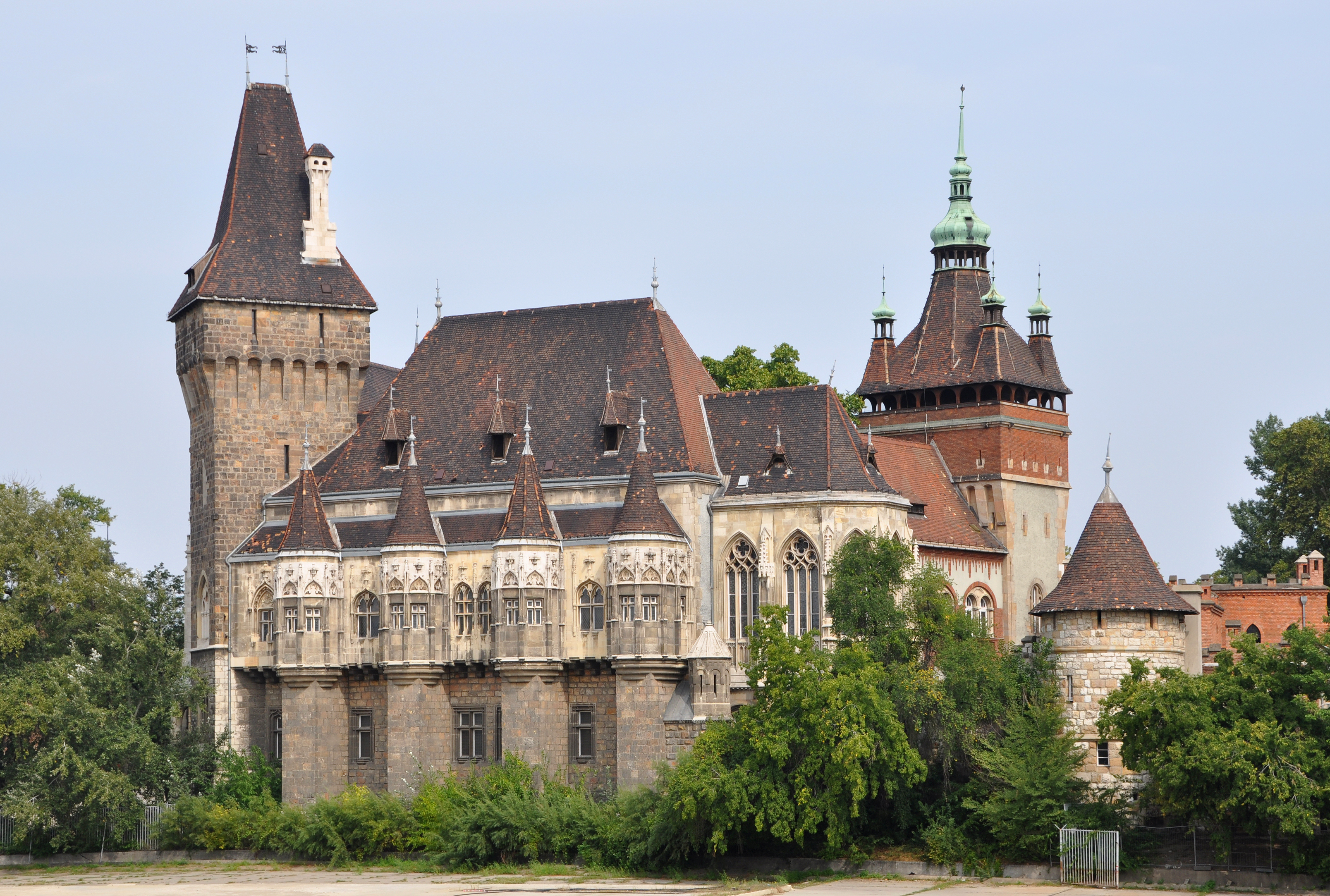
ヴァイダフニャド城、英雄広場裏手に所在